# Le Val-David
Val-David – miejscowość i gmina we Francji, w regionie Normandia, w departamencie Eure.
Według danych na rok 1990 gminę zamieszkiwały 684 osoby, a gęstość zaludnienia wynosiła 101 osób/km² (wśród 1421 gmin Górnej Normandii Val-David plasuje się na 349. miejscu pod względem liczby ludności, natomiast pod względem powierzchni na miejscu 549.).